# Anzoátegui
Anzoátegui (španjolski. Estado Anzoátegui) je jedna od 23 savezne države Venezuele, koja se nalazi na sjeveroistoku zemlje.Administrativno središte države je Barcelona, prometno središte na rijeci Neverí.

## Karakteristike
Anzoátegui ima 1,469,747 stanovnika koji žive na površini od 43,300 km²-
Prostire se od obala Karipskog mora na sjeveru, do rijeke Orinoco na jugu, najveći dio države leži na Llanosu.
Graniči sa sljedećim saveznim državama; Miranda (sjeverozapad), Guárico (zapad), Bolívar (jug), Monagas (istok) i Sucre (sjeveroistok).
Otkrića velikih rezervi nafte 1930-ih. dovelo je do ekonomskog booma, krajem 20. stoljeća, Anzoátegui je proizvodio oko jedne desetine venecuelenske nafte. I danas je takozvani - pojas teške nafte Orinoco, teren na kom se vrše opsežna istraživanja nafte, a zemni plin se naftovodom transportira do Caracasa, Maracaya, Valencije i Puerto La Cruz, a ugljena se iskapa u rudnicima kod Naricualua.
Svojevremeno su stočarstvo i poljoprivreda bili baza lokalne privrede, ali su nakon booma naftne industrije pali u drugi plan. Danas su ponovno jedna od najdinamičnijih komponenti privrede ove regije. Najviše se uzgaja uključuju kukuruz, kava, kakao, pamuk, kikiriki, slatki krumpir, sirak i šećerna trska.
Industrijska proizvodnja razvila se u konurbaciji Barcelona-Guanta-Puerto La Cruz. 
Anzoátegui ima dobro razvijenu mrežu državnih autocesta.

## Vanjske poveznice
- Estado Anzoátegui na portalu Venezuelatuya (šp.)
- Anzoátegui na portalu Encyclopedia Britannica (engl.)